# Église de Laukaa
L’église de Laukaa (finnois : Laukaan kirkko) est une église luthérienne située à Laukaa en Finlande,.

## Description

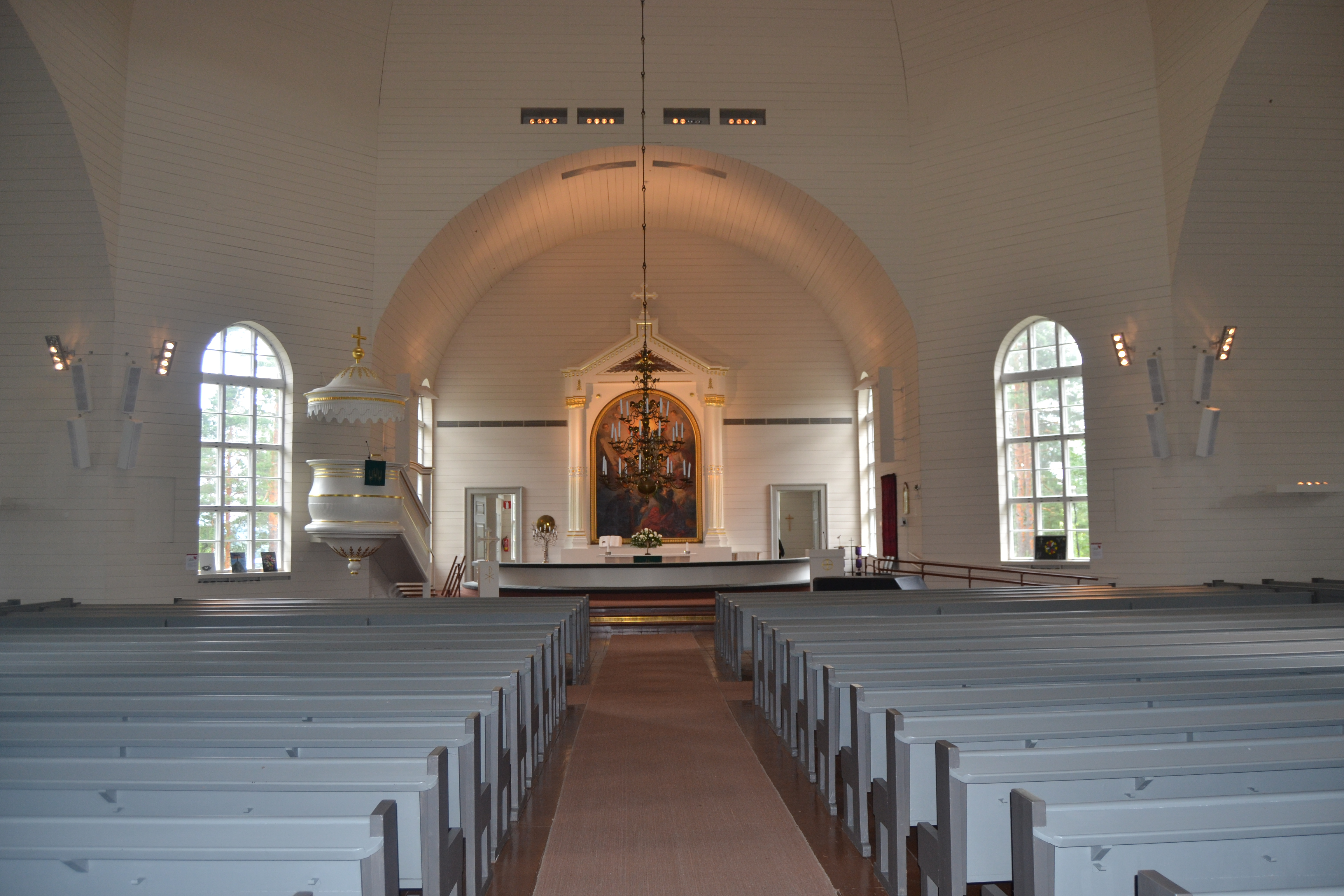
L'intérieur de l'église.

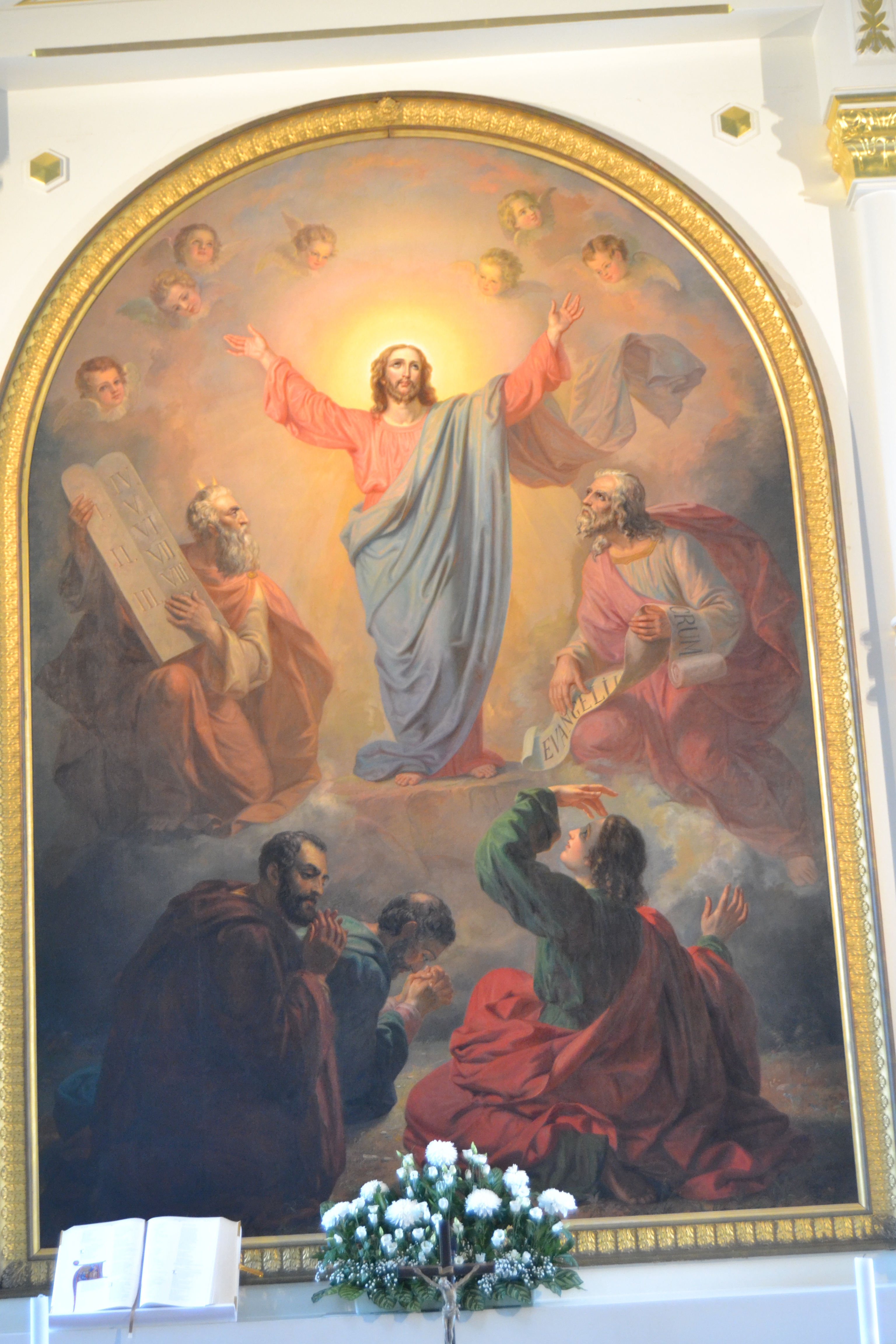
Le retable.

L'église est conçue par Carl Ludvig Engel et est inaugurée en  1835.
Le clocher est construit en 1876.
Le retable est peint en 1872 par Robert Wilhelm Ekman et représente la transfiguration.
L'aspect intérieur résulte de la rénovation réalisée en 1962-1963 par Aarno Ruusuvuori.
Le clocher séparé est construit par Heikki Kuorikoski en 1823.
les orgues à 36 jeux sont fournis en 1963 par la fabrique d'orgues de Kangasala.